# Lill-Abborrtjärnen, Dalarna
Lill-Abborrtjärnen är en sjö i Älvdalens kommun i Dalarna och ingår i Dalälvens huvudavrinningsområde.